# Santa Helena de Goiás
Santa Helena de Goiás is een gemeente in de Braziliaanse deelstaat Goiás. De gemeente telt 36.336 inwoners (schatting 2009).

## Aangrenzende gemeenten
De gemeente grenst aan Acreúna, Maurilândia, Rio Verde, Santo Antônio da Barra en Turvelândia.